# Adolphe Bartels
Adolphe Bartels (Brussel, 24 augustus 1802 – 1862) was een Belgisch revolutionair, journalist en schrijver. Hij verdedigde zijn nogal eens wisselende ideeën met opmerkelijke onbuigzaamheid, wat verschillende persoonlijke breuken en persprocessen teweeg bracht. Zijn sociaal katholicisme was in die tijd ongewoon en heeft hem enigszins tussen de plooien van de geschiedenis doen vallen.

## Biografie

### Patriot, democraat, republikein
Bartels was de oudste van zes kinderen uit een gemengd Luthers-katholiek gezin. Zijn Duitse vader, een welgestelde stoffenhandelaar, stierf in raadselachtige omstandigheden toen Adolphe negentien was. Twee jaar later bekeerde hij zich tot het katholicisme (1823). Naar het voorbeeld van Félicité Lamennais paarde hij een fervent geloof aan een radicaal-democratisch republikanisme. Hij ging schrijven voor katholieke opiniebladen die oppositie voerden tegen koning Willem I. Onder zijn impuls gingen ze de Unie tussen katholieken en liberalen uitdragen. Hij speelde een prominente rol in de aanloop naar de Belgische Revolutie van 1830. Op 15 februari van dat jaar werd hij gearresteerd. Na een kort assisenproces werd hij bij arrest van 30 april voor zeven jaar verbannen wegens aanzetten tot revolutie. Hij stond terecht met Louis de Potter, Jean-François Tielemans en Jean-Baptiste de Nève. Vanuit Parijs ronselde hij vrijwilligers voor de strijd. Op 1 oktober 1830 trok hij aan het hoofd van een 250 man sterk vrijkorps Brugge binnen. De revolutie nam echter niet de loop die hij zich ervan had voorgesteld en al snel brak hij met het Voorlopig Bewind.
Nog in het revolutiejaar had hij Lamennais en De Potter geholpen met het opstellen van de Acte d'Union, die liberale katholieken in gans Europa opriep om een federatie te vormen. Hij was een voorstander van de scheiding tussen kerk en staat, en bekampte om die reden de encycliek Mirari Vos uit 1832.

### Eindeloze processen
Hij bleef zich in de eerste plaats toeleggen op de journalistiek. Met zijn polemische pen haalde hij zich verschillende persprocessen op de hals. Als hevig patriot verzette hij zich tegen het Verdrag der XVIII Artikelen. Vanuit Geraardsbergen organiseerde hij met kolonel Charles Lejeune en advocaat Edouard Hellebaut een mars van de burgerwacht op Brussel. Het werd een mislukking en het drietal moest vluchten. De episode leverde Bartels een veroordeling bij verstek op, maar ze werd na een nieuw proces ongedaan gemaakt.
In 1837-39 voerde hij campagne tegen het Verdrag der XXIV Artikelen, waardoor België Nederlands-Limburg en het groothertogdom Luxemburg moest afstaan. Met de journalisten Lucien Jottrand en Edouard Ducpétiaux richtte hij de Association Nationale op met als doel een Groot-België. Na de opstand van de Rijnstreek tegen Pruisen droomde hij in L'Eclaireur zelfs van een "Fédération belgo-rhénane". Vanwege het aansporen van het leger tot opstand werd hij met Jacob Kats voor het Assisenhof van Brabant gedaagd en bracht hij vier maanden door in voorhechtenis in Les Petits Carmes. Uit principe had hij de nodige reserves bij Kats en diens Belgische meetings, maar in hun verzet tegen het verdrag hadden ze elkaar gevonden. Bartels' broer Jules, een beroemd advocaat, verdedigde hem en bekwam opnieuw de vrijspraak.
In dezelfde periode kreeg hij nog meer juridische beslommeringen omwille van een duel. In Le Belge van 10 december 1837 had hij de antiklerikale Philippe-Joseph Michaels Haagse sympathieën verweten. Diezelfde avond liepen ze elkaar tegen het lijf na het theater en kwam het tot een vechtpartij. Bartels kreeg een oorvijg en vroeg genoegdoening in de vorm van een duel. Na drie pogingen werd hij door Michaels verwond in het been. Het leidde tot een proces waar beiden vrijgesproken werden (maart 1838).
Bartels had zijn aandacht ook gericht op wantoestanden in het leger en raakte verstrikt in een langdurige vete met inspecteur-generaal Jean-François Vlemynckx. Het was begonnen met een beschuldiging van belangenvermenging (aankoop van bedorven voedsel). Een eerste proces werd gevoerd voor de assisenjury en leidde tot vrijspraak (1836). Nieuwe beschuldigingen werden door Vlemynckx genegeerd, tot hij plots het geweer van schouder veranderde. Zijn klacht wegens lasterlijke aangifte werd opnieuw afgewezen, maar in een burgerlijke procedure voor reputatieschade bekwam hij 10.000 frank schadevergoeding. Bartels kon niet betalen en verdween voor 17 maanden in de cel.

### Sociaal programma en botsing met Marx
In de gevangenis schreef hij aan een Essai sur l'Organisation du Travail, dat hij van 11 augustus 1844 tot 27 april 1845 liet verschijnen in Le Débat Social. Daarmee bekende hij zich als veertiger met een merkwaardige strijdlust tot een gematigd socialisme in de trant van Louis Blanc. Via Bartels maakte de Belgische arbeidersbeweging kennis met een zachte versie van diens ideeën over een klasseloze maatschappij zonder revolutie. Bartels pleitte onder meer voor een minimumloon, voor ziekenfondsen en voor de onteigening tegen vergoeding van bepaalde sectoren van de industrie. Dit moest worden betaald met hoge, progressieve belastingen op grootgrondbezit en grootkapitaal. Anders dan de babouvisten geloofde hij niet in absolute gelijkheid of de noodzaak van dictatuur, maar meende hij dat eigendom moest gestoeld zijn op persoonlijke verdiensten en talent. In maart 1846 richt hij de Société de la Concorde op, die wetgevende maatregelen ten gunste van de werkende klasse eiste. Wegens meningsverschillen met Félix Delhasse over diens fourierisme nam hij ontslag uit Le Débat Social (5 april 1846). Hij raakte ook in conflict met Karl Marx, die sinds 1845 in Brussel woonde.  Vanaf februari 1847 waren de radicale krachten in België, ook de buitenlandse zoals de Deutsche Arbeiterverein, zich beginnen verenigen in de Association Démocratique. Bartels zetelde in het voorlopig comité dat de weg vrijmaakte, maar werd bij de oprichting geen officieel lid. Hij had enige reserves en hoorde deze bevestigd op het Arbeidersbanket van 29 september, waar Louis Heilberg een atheïstische toespraak hield. Ideeën van klassenstrijd en revolutionaire agitatie haalden stilaan de bovenhand. In zijn krant stelde hij ongepaste uitspraken aan de kaak die door leden waren geuit op de jaarlijkse viering van de Poolse Novemberopstand. De vereniging distantieerde zich unaniem van Bartels en gebruikte de term "onwaardig". Hij gaf niet af en opende de aanval op de buitenlandse – vooral Duitse – bemoeizucht en hun gevaarlijke doctrines, "un enseignement immonde et barbare" (een barbaarse en walgelijke onderrichting). Er ontstond een felle woordenstrijd met Marx, die hem in de Deutsche-Brüsseler-Zeitung een schoolmeester noemde, "mehr Theokrat als Demokrat".
Kort nadien kondigde Bartels aan dat hij zich terugtrok uit het publieke leven. Uiteindelijk was het zijn verzet tegen deelname aan liberale partijformaties dat hem binnen de groep radicalen van L'Alliance definitief had geïsoleerd en van het toneel doen verdwijnen.
Hij kwam in conflict met de kerkelijke hiërarchie en, hoewel hij niet van zijn geloof afstapte, weigerde hij een katholieke begrafenis.

## Publicaties
Bartels schreef twee historische verslagen van de Belgische revolutie:
- Les Flandres et la révolution belge (1834)
- Documens historiques sur la révolution belge (1836)

Als journalist werkte hij o.a. mee aan de volgende bladen:
- Le Courrier de la Flandre, later Le Catholique des Pays-Bas, later Journal des Flandres
- Le National
- La Voix du Peuple (1833)
- Le Progressiste (1834)
- Le Réformateur
- Le Courrier belge
- Le Belge
- L'Avenir
- L'Eclaireur de Namur
- Le Patriote Belge (1841-44): stichter
- Le Débat Social, organe de la démocratie (1844-49): oprichter en eerste redacteur in 1844-46
- Le Journal de Charleroi